# John Pople
John Pople (anglès: Sir John Pople)  (Burnham-on-Sea, 31 d'octubre de 1925 - Chicago, 15 de març de 2004), KBE FRS, fou un matemàtic i químic anglès guardonat amb el Premi Nobel de Química l'any 1998.

## Biografia
Va néixer el 31 d'octubre de 1925 a la ciutat de Burnham-on-Sea, població situada al comtat de Somerset. Va viure fins després de la Segona Guerra Mundial al comtat de Somerset, ingressant l'any 1943 a la Universitat de Cambridge, on es graduà en matemàtiques el 1946 i es doctorà en química el 1951.
A principis de la dècada del 1960 es va traslladar als Estats Units, on va residir la resta de la seva vida. El 1961 fou nomenat membre de la Royal Society de Londres i el 2003 fou nomenat Cavaller Comandant de l'Imperi Britànic per part de la reina Elisabet II del Regne Unit. Va morir el 15 de març de 2004 a la seva residència de Sarasota, situada a l'estat nord-americà de Florida.

## Recerca científica
La seva primera contribució fou una teoria dels càlculs aproximats dels orbitals moleculars sobre sistemes d'enllaç pi el 1953. Aquesta teoria fou idèntica a la desenvolupada per Rudolph Pariser i Robert G. Parr el mateix any, motiu pel qual fou anomenada mètode Pariser-Parr-Pople.
Interessat en la química quàntica va desenvolupar mètodes de computació quàntics, en els quals va basar el programa informàtic GAUSSIAN. A través d'aquest tipus de mètodes es va desenvolupar l'anomenada química computacional que permet investigar les propietats de les molècules en processos químics.
L'any 1998 fou guardonat amb la meitat del Premi Nobel de Química pel desenvolupament de mètodes computacionals de química quàntica. L'altra meitat del premi recaigué en el físic nord-americà Walter Kohn pel desenvolupament de la teoria del funcional de la densitat.